# 贾泉村
贾泉村，是中华人民共和国山西省晋城市泽州县大东沟镇下辖的一个村。
2019年1月21日，贾泉村公布为第七批中国历史文化名村。
2019年6月6日，贾泉村公布为第五批中国传统村落。